# 莫里爾峰
莫里爾峰（英語：Morrill Peak）是南極洲的山峰，位於帕爾默地，處於蘇馬峰西北面4公里，屬於德斯科山脈的一部分，海拔高度約550米，現時由南極條約體系管理。

## 外部連結
. . United States Geological Survey.   [2012-01-13].
69°39′S 72°18′W / 69.650°S 72.300°W